# مانيكن بيس
مانيكن بيس (، ويعني «رجل صغير يتبول» باللغة الهولندية) هو تمثال نحتي من البرونز (61 سم) في بروكسل، يصور طفل صغير عار يتبول في حوض نافورة. صممه النحات جيروم دوكنوي الأكبر، وضع في مكانه عام 1618 أو 1619. التمثال الحالي هو نسخة طبق الأصل يعود تاريخها إلى عام 1965.  النسخة الأصلية من التمثال محفوظة في متحف مدينة بروكسل.  يعتبر التمثال الرمز الأكثر شهرة لسكان بروكسل، كما أنه يجسد حس الفكاهة واستقلالية العقل عندهم.